# Extensible Messaging and Presence Protocol
Extensible Messaging and Presence Protocol (XMPP) (conegut com a Jabber) és un protocol lliure de missatgeria instantània d'especificacions obertes basat en XML. Aquest és gestionat i mantingut per la Jabber Software Foundation i ha estat estandarditzat per l'IETF amb el nom de XMPP.
La xarxa de XMPP està formada per milers de petits i grans servidors d'arreu del món, interconnectats per Internet.
És el projecte més acceptat com a alternativa lliure al sistema MSN Messenger de Microsoft, al AOL o al Yahoo Messenger.
Tot i que és un protocol bastant minoritari, està creixent dia a dia, en part gràcies a Google o Facebook, ja que Gmail i Facebook per defecte ofereixen servidors XMPP que permeten connectar-s'hi des de qualsevol client.

## Característiques
- Protocol obert: Amb tots els avantatges del programari lliure, es pot programar un servidor o un client i si volem podem veure el codi, entre altres llibertats.
- Descentralitzat: Es pot crear un servidor XMPP i que interoperi amb la resta de la xarxa XMPP. Això significa que si cau un servidor podem continuar parlant des d'un altre servidor, no depèn tothom d'un sol servidor.
- Extensible: Es pot ampliar amb millores sobre el protocol original. Generalment ho gestiona la Jabber Software Foundation
- Segur: Qualsevol servidor XMPP està aïllat de l'exterior. El servidor de referència permet SSL per les comunicacions servidor-client i alguns clients accepten GPG per xifrar les comunicacions usant xifrat asimètric. Està en desenvolupament l'ús de claus SASL.
- Multixarxes: Podem usar una passarel·la XMPP per comunicar-nos amb altres protocols, usats per clients com ICQ, AOL o Yahoo!.

Hi ha milers de servidors XMPP a Internet i s'estima que almenys un milió de persones usa el servei regularment (dades de la Jabber Software Foundation el 2004), actualment és major. Tot i així no és tan conegut com altres sistemes privatius més extensos.

## Clients
XMPP, com altres protocols necessita un programa (client) per connectar-se al servidor. No obstant això, també s'hi pot accedir des del navegador web.

### Només XMPP
- Akeni Jabber Client: Multiplataorma, privatiu
- Cabber
- Exodus: Windows, GPL
- Gabber: Linux/UNIX, GNOME, GPL
- Gajim: Linux/UNIX, Windows, GPL
- Google Talk: Windows, privatiu
- Gossip: Linux/Unix, GNOME, GPL
- Jabber Instant Messenger: Windows, privatiu
- JabberFoX: Mac OS X, licence BSD
- Jabbin: Linux/UNIX, Windows, GPL
- Just Another Jabber Client ou JAJC: Windows, privatiu
- JBother: Java
- Jeti: Multiplataforma, GPL
- Neos: Windows, privatiu
- Nitro: Mac OS X, GPL
- Pandion: Windows, GPL
- Psi: Multiplataforma, GPL
- TKabber: Multiplataforma

### Multiprotocol
- Adium: Mac OS X, GPL
- BitlBee via IRC: Multiplataforma, lliure
- CenterICQ: Multiplataforma, GPL
- Fire: Mac OS X, GPL
- Pidgin: Multiplataforma : Windows, Linux, Mac OS; GPL
- iChat 3.0 d'Apple: només Mac OS X 10.4
- Kopete: Linux/Unix, GPL
- Miranda IM: Windows, GPL
- Proteus: Mac OS X, privatiu
- SIM: Linux/Windows, GPL
- Trillian : Windows, privatiu amb connector
- Empathy: Multiplataforma, GPL

## Estàndard aprovat per la IETF
Els protocols amb nucli XML (nucli XMPP) i de missatgeria instantania bàsica amb extensions 
(XMPP MI) Jabber s'han aprovat pels estrictes requisits de seguretat i internacionalització de la IETF. D'aquesta manera es garanteix la compatibilitat amb el programari per Jabber, a més augmenta el prestigi del protocol.
Se segueix avançant amb altres estandarditzacions de diferents especificacions per així aconseguir que sigui l'estàndard oficial per la missatgeria instantània.